# Scrabster

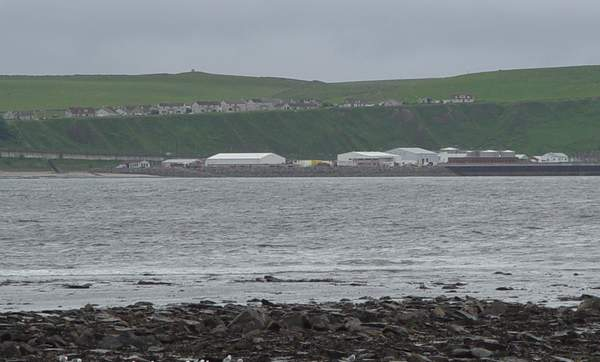
Vy mot Scrabster

Scrabster är en ort i Caithness i norra Skottland. Orten är belägen cirka 2,5 kilometer väster om Thurso.
Från Scrabster finns det en daglig färja som går över till orten Stromness på Orkneyöarna. Resan över tar cirka 90 minuter.
- Wikimedia Commons har media som rör Scrabster.